# 乔克·斯泰恩
約翰·澤克·史甸CBE（英語： John "Jock" Stein，1922年10月5日—1985年9月10日），簡稱澤克·史甸，是苏格兰著名足球运动员和主教练。斯泰恩与比他年长的马特·巴斯比、比尔·香克利，加上年轻很多的亚历克斯·弗格森，常被认为是足球运动中最著名的四位苏格兰主教练。。

## 球員生涯
1942年，史甸的足球生涯在艾比安流浪開始，為球隊上陣達200次，並協助球隊於1948年升上頂級聯賽。
1950年，史甸成為威爾斯球會拉内利的成員，不久在1951年，些路迪以1千200英鎊將澤克·史甸收歸其下。
1952年，史甸被任命為些路迪的副隊長，不久後原隊長桑恩·法倫受傷，他因而取代他隊長的位置直到在1956年結束他的足球生涯為止。
1953年，史甸帶領些路迪在加冕杯，先後擊敗阿仙奴、曼聯和喜百年而取得冠軍。及後，在1954年，他率領些路迪，贏得1938年之後，首個蘇超冠軍，並自1914年後，首次取得蘇格蘭杯。
1956年，史甸因受長期足踝傷患因擾而退役，他整個球員生涯一共為些路迪上陣148次攻入2球。

## 領隊生涯
1960年3月14日，史甸成為鄧弗姆林的領隊，在僅6週後，他帶領球隊擺脫降班危機，他成功地將鄧弗姆林塑造成有力量的球隊，並於1961年奪得蘇格蘭杯。
1965年3月9日，史甸重返些路迪擔任領隊，甫上任不久即帶領球隊取得蘇格蘭杯，在這之前，些路迪而8年沒有獲得任何獎盃。1954年，他又帶領球隊取得了蘇超冠軍，同年亦打進歐洲優勝者杯，但最終被利物浦淘汰出局。
史甸執教生涯共獲得11個蘇超冠軍、11個蘇格蘭杯冠軍、6個蘇格蘭聯賽杯冠軍和一個歐洲冠軍杯冠軍。其中最著名的莫過於1967年率領當時以全蘇格蘭人（包括領隊）組成的凱爾特人隊完成了至今歐洲男子足壇無人能比的「四冠王」，球隊也因此贏得了「里斯本雄獅」的美譽。
早在1965年，史甸成為了蘇格蘭的主帥，但以後卻放棄了此職位並專注於些路迪身上，1978年，他成為了列斯聯領隊，但僅45日後，便被任命蘇格蘭的主帥，並率隊打入了1982年世界盃決賽階段，而且成為迄今為止執教時間最長和獲勝場次最多的蘇格蘭主帥。但是在1986年世界盃預選賽已經小組出線時，他卻在賽後因為突發心臟病而逝世，享年62歲。他整個領隊生涯奪得了1次歐聯冠軍，11次蘇超冠軍，11次蘇格蘭杯和6次蘇格蘭聯賽杯。

## 外部連結
- Celtic jerseys are not for second best, They don't shrink to fit inferior players" Jock Stein （页面存档备份，存于）
- I don't believe everything Bill tells me about his players. Had they been that good, they'd not only have won the European Cup but the Ryder Cup, the Boat Race and even the Grand National Jock Stein on Bill Shankly
- We did it by playing football. Pure, beautiful, inventive football". - Jock Stein, Lisbon, 1967 (after winning the European Cup)
- "Football is nothing without fans"